# 黃門侍郎
黃門侍郎，又稱黃門郎，秦代初置，即給事於宮門之內的郎官，是皇帝近侍之臣，可傳達詔書，漢代以降沿用此官職。唐代改稱門下侍郎，屬於宰相之一。金朝、元朝时废除。

## 歷史
秦漢時，宮門多漆成黃色，故稱皇宮為黃門，亦以稱近侍。東漢始設為專官，或称之给事黄门侍郎。《後漢書·百官志三》：「黃門侍郎，六百石。本注曰：無員。掌侍從左右，給事中，關通中外。及諸王朝見於殿上，引王就座。」《后汉书·献帝纪》：“初令侍中、给事黄门侍郎员各六人。”
隋唐時，黃門侍郎隸屬門下省，成为門下省的副首長，唐玄宗天宝元年（742年）改稱門下侍郎。宋神宗时，元丰改制，首相称尚书左仆射兼门下侍郎，次相称尚书右仆射兼中书侍郎。宋徽宗时，政和时，改左仆射为太宰兼门下侍郎，右仆射为少宰兼中书侍郎。靖康间复改为尚书左仆射兼门下侍郎、尚书右仆射兼中书侍郎；建炎间，再改宰相官名为尚书左右仆射同中书门下平章事，副相为参知政事，乾道间又改为左、右丞相。

## 宋朝宰执
| 左仆射兼門下侍郎 - 王珪1082-1085 - 蔡确1085-1086 - 司马光1086 - 吕公著1086-1088 - 吕大防1088-1094 - 章惇1094-1100 - 韩忠彦1100-1102 - 蔡京1103-1107，1108-1109，1112-1120 - 何执中1109-1112 太宰兼門下侍郎 - 何執中 1112-1116 - 鄭居中 1116-1118 - 余深 1119-1120 - 王黼 1120-1124 - 白時中 1124-1126 - 李邦彥 1126 - 張邦昌 1126 - 徐處仁 1126 左仆射兼門下侍郎 - 何㮚 1126-1127 - 張邦昌 1127 - 李纲 1127 - 黄潜善 1128-1129 | 門下侍郎（执政） - 章惇 1082-1085 - 司马光 1085-1086 - 吕公著 1086 - 韩维 1086-1087 - 孙固 1088-1089 - 刘挚 1089-1091 - 苏辙 1092-1094 - 安焘 1094-1095 - 韩忠彦 1100 - 李清臣 1100-1101 - 许将 1102-1104 - 赵挺之 1104-1105 - 吴居厚 1106-1107，1110 - 何執中 1107-1109 - 余深 1110，1112-1117 - 薛昂 1117-1118 - 白時中 1118-1124 - 吴敏 1125-1126 - 赵野 1126 - 耿南仲 1126 - 何㮚 1126 - 黄潜善 1127 - 颜岐 1128-1129 |